# Полесский район (Киевская область)
Поле́сский райо́н (укр. Полі́ський райо́н) — упразднённая административная единица на севере Киевской области Украины. Административный центр — пгт Красятичи.

## География
Площадь — 1288 км2.
Район граничит на севере с Беларусью, на юге и востоке — с Иванковским районом Киевской области, на западе — с Народичским районом Житомирской области.
Северная часть района находится в Чернобыльской зоне отчуждения.

## История
Район существует под таким названием с 1 ноября 1957 года. 10 сентября 1959 года к Полесскому району были присоединены части территорий упразднённых Новошепеличского и Розважевского районов. 17 июля 2020 года в результате административно-территориальной реформы район вошёл в состав Вышгородского района

## Демография
Население района составляет 7572 человека (данные 2006 г.). Всего насчитывается 31 населенный пункт.

## Административное устройство
Количество советов:
- поселковых — 1;
- сельских — 13.

Количество населённых пунктов:
- посёлков городского типа — 1;
- сёл —  15.